# Шепетков, Иван Алексеевич
Ива́н Алексе́евич Шепетков (1910—1941) — стрелок 4-й роты 2-го батальона 1075-го стрелкового полка 316-й стрелковой дивизии 16-й армии Западного фронта, красноармеец, Герой Советского Союза. Награждён орденом Ленина.

## Биография
Иван Шепетков родился в 1910 году в городе Верном в семье рабочего. Русский. После окончания 7 классов работал на строительстве Турксиба, рабочим Сталинградского тракторного завода, артистом Алма-Атинского цирка.
В 1941 году был призван в Красную Армию. Иван Шепетков 16 ноября 1941 года у разъезда Дубосеково Волоколамского района Московской области в составе группы истребителей танков участвовал в отражении многочисленных атак противника, было уничтожено 18 вражеских танков. Данное сражение вошло в историю, как подвиг 28 героев-панфиловцев. В этом бою Иван Шепетков погиб. Похоронен в братской могиле у деревни Нелидово Волоколамского района Московской области.
Указом Президиума Верховного Совета СССР «О присвоении звания Героя Советского Союза начальствующему и рядовому составу Красной Армии» от 21 июля 1942 года за «образцовое выполнение боевых заданий командования на фронте борьбы с немецкими захватчиками и проявленные при этом отвагу и геройство» удостоен посмертно звания Героя Советского Союза.

## Награды
- Герой Советского Союза (21 июля 1942) — за образцовое выполнение боевых заданий Командования на фронте борьбы с немецкими захватчиками и проявленные при этом отвагу и геройство
- Орден Ленина (21 июля 1942) — за образцовое выполнение боевых заданий Командования на фронте борьбы с немецкими захватчиками и проявленные при этом отвагу и геройство

## Память
- В 1966 году в Москве в честь панфиловцев была названа улица в районе Северное Тушино, где установлен монумент.
- В их честь в 1975 году также был сооружен мемориал в Дубосеково.
- В деревне Нелидово (1,5 км от разъезда Дубосеково), установлен памятник и открыт Музей героев-панфиловцев.
- В городе Алма-Ата, родном для панфиловцев, есть парк имени 28 гвардейцев-панфиловцев, в котором расположен монумент в их честь.
- Упоминание о 28 «самых храбрых сынах» Москвы вошло также в песню «Дорогая моя столица», ныне являющуюся гимном Москвы.
- Во Владивостоке именем Шепеткова названа улица, находящаяся восточнее рынка на пл. Луговой. Ранее, улица называлась 2-я Флотская